# Dvicio
Dvicio (понекад написано DVICIO), шпански је поп-рок бенд, основан у граду Мадриду, тачније у Ривас-Васиамадриду.
Млади квинтет, у саставу Андрес и Мартин Цебаљос—деца родитеља из Аргентине и Бразила—, Алберто Гонзалез —познат као Госпођица— Луис Гонзалво и Начо Готор, снимио је 2013. године албум за издавачку кућу Сони Мјузик. У марту 2014. године је изашао на тржиште њихов први сингл, Рај са великим бројем приказивања на радију и телевизији широм Шпанија и у Латинској Америци. Њихови обожаваоци себе називају Dviciosos.

## Настанак
Чланови бенда Dvicio одрастали су слушајући песме група У2 или Dire Straits. У 2009. години почели су да свирају заједно под именом Tiempo Límite, под којим су снимили своје прве песме, као што су Detrás de mis miedos или Dueña de mi mente. Прославили су се песмом Paraíso, која је постала део виралне кампање мекдоналдса у Шпанији и уз коју је играло 23 000 радника у флеш мобу за промоцију Меркдоналдса. На АјТјунсу је 8. септембра 2014. године објављен њихов дебитантски диск који је садржао једанаест песама, под називом: Paraíso, El secreto, Enamórate, 17 años, Adiós Adiós, Nada, Rebeldes, Se te olvidó quererme, Desde que tú no estás, Crucigrama y Justo Ahora. У фебруару 2015. године објављен је видео спот за песму Enamórate.
Дана 25. септембра 2015. године су издали други сингл Justo ahora а потом је уследило још 6 песама: Quizás, Qué más puedo pedir, Nada a dúo con Leslie Grace , Paraíso, Enamorate и Barrio. У октобру 2015. године, имали су малу турнеју у Сједињеним Америчким Државама (Лос Анђелес, Мајами, Хјустон, Њујорк и Порторико. До краја 2015. године су пустили у Плеј Стор званичну апликацију, где се могу наћи најновије вести о бенду, датуми концерата, фотографије и ексклузивни садржај. Апликација већ има пет хиљада преузимања. У марту 2015. године отишли су у Мексико, да раде на другом албуму са Сони Мјузиком и да наставе са концертима у Америци. Ових пет младих људи, који су почели са постављањем видеа на ЈуТјуб, сада су познати у скоро целом свету. У суштини, највише у Европи, Америци и Африци.

## Чланови
- Андрес Себаљос - Вокал, клавир и гитара.
- Мартин Себаљос - Басиста и пратећи вокал
- Алберто Гонзалез "Госпођица" - Гитариста, пратећи вокали
- Луис Гонзалво - Бубњеви
- Начо Готор - Гитариста

## Дискографија

### Албуми
- 2014: Justo Ahora
- 2015: Justo Ahora y Siempre
- 2017: Que tienes tú

### Ограничена издања
- 2015: Justo ahora y siempre (DVD).

### Синглови
- 2014: Paraíso
- 2014: Justo Ahora
- 2015: Enamórate
- 2015: Nada
- 2017: Casi Humanos
- 2017: No Te Vas
- 2018: Qué tienes tú
- 2018: 5 Sentidos

#### Сарадње
- 2016: Frío (сарадња са Маријом Парадо).
- 2015: "Enamórate"
- 2018: "Enamórate" са Агапорнисом.

## Награде и номинације
| Година | Категорија                  | Песма       | Резултат  |
| ------ | --------------------------- | ----------- | --------- |
| 2014   | Најбољи национални уметници | Justo ahora | Победници |
| 2014   | Најбољи национални спот     | Paraíso     | Кандидати |
| 2015   | Најбоља национална песма    | Enamórate   | Кандидати |